# Riley McGree
Riley Patrick McGree, abrégé Riley McGree, né le 2 novembre 1998 à Gawler, est un footballeur australien. Il joue au poste de milieu de terrain au Middlesbrough FC.

## Carrière

### En club
Riley McGree débute avec le club du Adélaïde United lors d'un match contre les Western Sydney Wanderers durant la saison 2015-2016.
Le 18 juillet 2017, il rejoint le Club Bruges KV, club évoluant dans l'élite du championnat belge.

### En sélection
Lors de l'été 2013, il est sélectionné en équipe d'Australie des moins de 17 ans pour participer au championnat d'Asie du Sud-Est des moins de 16 ans. Il inscrit notamment un triplé contre Brunei lors de la compétition.
En mars 2017, il est appelé en équipe d'Australie pour deux matchs contre l'Irak et les Émirats arabes unis comptant pour les éliminatoires de la Coupe du Monde 2018. Il honora sa première sélection le 3 juin 2021 lors d'un match contre le Koweït comptant pour les éliminatoires de la Coupe du monde 2022.
Le 8 novembre 2022, il est sélectionné par Graham Arnold pour participer à la Coupe du monde 2022.

## Statistiques
| Saison                | Club                         | Championnat           | Championnat | Championnat | Championnat | Coupe nationale | Coupe nationale | Coupe nationale | Coupe de la Ligue | Coupe de la Ligue | Coupe de la Ligue | Compétition(s) continentale(s) | Compétition(s) continentale(s) | Compétition(s) continentale(s) | Compétition(s) continentale(s) | Total | Total | Total |
| Saison                | Club                         | Division              | M.          | B.          | P.d.        | M.              | B.              | P.d.            | M.                | B.                | P.d.              | Comp.                          | M.                             | B.                             | P.d.                           | M.    | B.    | P.d.  |
| 2015-2016             | Adelaïde United              | A-League              | 1           | 0           | 0           | -               | -               | -               | -                 | -                 | -                 | AFC                            | -                              | -                              | -                              | 1     | 0     | 0     |
| 2016-2017             | Adelaïde United              | A-League              | 16          | 1           | 0           | -               | -               | -               | -                 | -                 | -                 | AFC                            | 5                              | 1                              | 0                              | 21    | 2     | 0     |
| Sous-total            | Sous-total                   | Sous-total            | 17          | 1           | 0           | 0               | 0               | 0               | 0                 | 0                 | 0                 | -                              | 5                              | 1                              | 0                              | 22    | 2     | 0     |
| 2017-2018             | Newcastle United Jets (prêt) | A-League              | 12          | 5           | 1           | -               | -               | -               | -                 | -                 | -                 | -                              | -                              | -                              | -                              | 12    | 5     | 1     |
| 2018-2019             | Melbourne City (prêt)        | A-League              | 27          | 7           | 4           | 3               | 1               | 0               | -                 | -                 | -                 | -                              | -                              | -                              | -                              | 30    | 8     | 4     |
| 2019-2020             | Adelaïde United              | A-League              | 23          | 10          | 5           | 4               | 2               | 1               | -                 | -                 | -                 | -                              | -                              | -                              | -                              | 27    | 12    | 6     |
| 2020-2021             | Birmingham City (prêt)       | Championship          | 15          | 1           | 0           | -               | -               | -               | -                 | -                 | -                 | -                              | -                              | -                              | -                              | 15    | 1     | 0     |
| 2021-2022             | Birmingham City (prêt)       | Championship          | 13          | 2           | 2           | -               | -               | -               | 2                 | 0                 | 0                 | -                              | -                              | -                              | -                              | 15    | 2     | 2     |
| Sous-total            | Sous-total                   | Sous-total            | 28          | 3           | 2           | 0               | 0               | 0               | 2                 | 0                 | 0                 | -                              | 0                              | 0                              | 0                              | 30    | 3     | 2     |
| 2021-2022             | Middlesbrough FC             | Championship          | 11          | 2           | 0           | -               | -               | -               | -                 | -                 | -                 | -                              | -                              | -                              | -                              | 11    | 2     | 0     |
| 2022-2023             | Middlesbrough FC             | Championship          | 45          | 6           | 0           | 1               | 0               | 0               | -                 | -                 | -                 | -                              | -                              | -                              | -                              | 46    | 6     | 0     |
| 2023-2024             | Middlesbrough FC             | Championship          | 13          | 3           | 0           | -               | -               | 0               | 3                 | 2                 | 2                 | -                              | -                              | -                              | -                              | 16    | 5     | 2     |
| Sous-total            | Sous-total                   | Sous-total            | 69          | 11          | 0           | 1               | 0               | 0               | 3                 | 2                 | 2                 | -                              | 0                              | 0                              | 0                              | 73    | 13    | 2     |
| Total sur la carrière | Total sur la carrière        | Total sur la carrière | 176         | 37          | 12          | 8               | 2               | 1               | 5                 | 2                 | 2                 | -                              | 5                              | 1                              | 0                              | 194   | 42    | 15    |

## Palmarès

### En club
- Adélaïde United
  - Champion d'Australie en 2016
  - Finaliste de la Coupe d'Australie en 2017

- Newcastle United Jets
  - Vice-champion d'Australie en 2018

- Melbourne City
  - Finaliste de la Coupe d'Australie en 2019

### Distinctions indivuelles
- Remplaçant de l'équipe-type en A-League en 2017[7]